# Pododesmus rudis
Pododesmus rudis is een tweekleppigensoort uit de familie van de Anomiidae. De wetenschappelijke naam van de soort is voor het eerst geldig gepubliceerd in 1834 door Broderip.